# Keilbachia megacantha
Keilbachia megacantha är en tvåvingeart som beskrevs av Vilkamaa, Menzel och Heikki Hippa 2009. Keilbachia megacantha ingår i släktet Keilbachia och familjen sorgmyggor. Inga underarter finns listade i Catalogue of Life.